# Primetime Emmy-díj a legjobb női mellékszereplőnek (minisorozat, antológiasorozat vagy tévéfilm)
A Legjobb női mellékszereplő (minisorozat, antológiasorozat vagy tévéfilm) kategóriában átadott Primetime Emmy-díjat 1975 óta osztják ki. Olyan színésznőket jutalmaznak vele, akik televíziós mellékszerepben kiemelkedő alakítást nyújtottak egy főműsoridős minisorozatban (limitált sorozatban) vagy tévéfilmben. 
Elsőként a 27. gálán, 1975. május 19-én osztották ki, a kategória első győztese Juliet Mills volt. Az 58. gálán felháborodást okozott, amikor Ellen Burstynt jelölték a Mrs. Harris című művel – melyben mindössze 14 másodpercig szerepelt és 38 szavas szövege volt. Emiatt a szabályokat módosították és a díjra jelölteknek a játékidő min. 5%-ában szerepelniük kell a képernyőn.
A díj alapítása óta a legtöbbször, két-két alkalommal Regina King, Jane Alexander, Judy Davis, Colleen Dewhurst és Mare Winningham bizonyult a legjobbnak. Kathy Bates rendelkezik a legtöbb, hát jelöléssel.

## Győztesek és jelöltek

### 1970-es évek
| Év                                                                               | Színésznő                                                                        | Színésznő                                                                        | Szerep                                                                           | Cím                                                                              | Adó                                                                              | Ref.                                                                             |                                                                                  |
| Női mellékszereplő legjobb egyszeri alakítása (vígjáték vagy drámai különkiadás) | Női mellékszereplő legjobb egyszeri alakítása (vígjáték vagy drámai különkiadás) | Női mellékszereplő legjobb egyszeri alakítása (vígjáték vagy drámai különkiadás) | Női mellékszereplő legjobb egyszeri alakítása (vígjáték vagy drámai különkiadás) | Női mellékszereplő legjobb egyszeri alakítása (vígjáték vagy drámai különkiadás) | Női mellékszereplő legjobb egyszeri alakítása (vígjáték vagy drámai különkiadás) | Női mellékszereplő legjobb egyszeri alakítása (vígjáték vagy drámai különkiadás) | Női mellékszereplő legjobb egyszeri alakítása (vígjáték vagy drámai különkiadás) |
| -------------------------------------------------------------------------------- | -------------------------------------------------------------------------------- | -------------------------------------------------------------------------------- | -------------------------------------------------------------------------------- | -------------------------------------------------------------------------------- | -------------------------------------------------------------------------------- | -------------------------------------------------------------------------------- | -------------------------------------------------------------------------------- |
| 1975 27. gála                                                                    |                                                                                  |                                                                                  |                                                                                  |                                                                                  |                                                                                  |                                                                                  |                                                                                  |
|                                                                                  | Juliet Mills                                                                     | Samantha Cady                                                                    | A királynő törvényszéke (QB VII)                                                 | ABC                                                                              | [ 2 ]                                                                            |                                                                                  |                                                                                  |
| Eileen Heckart                                                                   | Herman anyja                                                                     | Wedding Band                                                                     | ABC                                                                              | [ 3 ]                                                                            |                                                                                  |                                                                                  |                                                                                  |
| Charlotte Rae                                                                    | Helen                                                                            | Queen of the Stardust Ballroom                                                   | ABC                                                                              | [ 4 ]                                                                            |                                                                                  |                                                                                  |                                                                                  |
| Lee Remick                                                                       | Lady Margaret                                                                    | A királynő törvényszéke (QB VII)                                                 | ABC                                                                              | [ 5 ]                                                                            |                                                                                  |                                                                                  |                                                                                  |
| 1976 28. gála                                                                    |                                                                                  |                                                                                  |                                                                                  |                                                                                  |                                                                                  |                                                                                  |                                                                                  |
|                                                                                  | Rosemary Murphy                                                                  | Sara Delano Roosevelt                                                            | Eleanor and Franklin                                                             | ABC                                                                              | [ 6 ]                                                                            |                                                                                  |                                                                                  |
| Lois Nettleton                                                                   | Nan Claybourne                                                                   | Fear on Trial                                                                    | CBS                                                                              |                                                                                  | [ 6 ]                                                                            |                                                                                  |                                                                                  |
| Lilia Skala                                                                      | Marie Souvestre                                                                  | Eleanor and Franklin                                                             | ABC                                                                              |                                                                                  | [ 6 ]                                                                            |                                                                                  |                                                                                  |
| Irene Tedrow                                                                     | Mary Ludlow Hall                                                                 | Eleanor and Franklin                                                             | ABC                                                                              |                                                                                  | [ 6 ]                                                                            |                                                                                  |                                                                                  |
| 1977 29. gála                                                                    |                                                                                  |                                                                                  |                                                                                  |                                                                                  |                                                                                  |                                                                                  |                                                                                  |
|                                                                                  | Diana Hyland (posztumusz)                                                        | Mickey Lubitch                                                                   | The Boy in the Plastic Bubble                                                    | ABC                                                                              | [ 7 ]                                                                            |                                                                                  |                                                                                  |
| Ruth Gordon                                                                      | Cecilia Weiss                                                                    | The Great Houdini                                                                | ABC                                                                              |                                                                                  | [ 7 ]                                                                            |                                                                                  |                                                                                  |
| Rosemary Murphy                                                                  | Sara Roosevelt                                                                   | Eleanor and Franklin: The White House Years                                      | ABC                                                                              |                                                                                  | [ 7 ]                                                                            |                                                                                  |                                                                                  |
| Patricia Neal                                                                    | Margaret Chase Smith szenátorasszony                                             | Tail Gunner Joe                                                                  | NBC                                                                              |                                                                                  | [ 7 ]                                                                            |                                                                                  |                                                                                  |
| Susan Oliver                                                                     | Neta "Snookie" Snook                                                             | Amelia Earhart                                                                   | NBC                                                                              |                                                                                  | [ 7 ]                                                                            |                                                                                  |                                                                                  |
| 1978 30. gála                                                                    |                                                                                  |                                                                                  |                                                                                  |                                                                                  |                                                                                  |                                                                                  |                                                                                  |
|                                                                                  | Eva Le Gallienne                                                                 | Fanny Cavendish                                                                  | The Royal Family                                                                 | PBS                                                                              | [ 8 ]                                                                            |                                                                                  |                                                                                  |
| Tyne Daly                                                                        | Karen Renshaw                                                                    | A bensőséges idegen (Intimate Strangers)                                         | ABC                                                                              |                                                                                  | [ 8 ]                                                                            |                                                                                  |                                                                                  |
| Patty Duke                                                                       | Wendy                                                                            | A Family Upside Down                                                             | NBC                                                                              |                                                                                  | [ 8 ]                                                                            |                                                                                  |                                                                                  |
| Mariette Hartley                                                                 | Clare Gardiner                                                                   | The Last Hurrah                                                                  | NBC                                                                              |                                                                                  | [ 8 ]                                                                            |                                                                                  |                                                                                  |
| Cloris Leachman                                                                  | Clara Oddbody                                                                    | It Happened One Christmas                                                        | ABC                                                                              |                                                                                  | [ 8 ]                                                                            |                                                                                  |                                                                                  |
| Viveca Lindfors                                                                  | Dr. Rosen                                                                        | A Question of Guilt                                                              | CBS                                                                              |                                                                                  | [ 8 ]                                                                            |                                                                                  |                                                                                  |
| Legjobb női mellékszereplő (limitált sorozat vagy különkiadás)                   |                                                                                  |                                                                                  |                                                                                  |                                                                                  |                                                                                  |                                                                                  |                                                                                  |
| 1979 31. gála                                                                    |                                                                                  |                                                                                  |                                                                                  |                                                                                  |                                                                                  |                                                                                  |                                                                                  |
|                                                                                  | Esther Rolle                                                                     | Ruth                                                                             | Summer of My German Soldier                                                      | NBC                                                                              | [ 9 ]                                                                            |                                                                                  |                                                                                  |
| Ruby Dee                                                                         | Queen Haley                                                                      | Roots: The Next Generation                                                       | ABC                                                                              |                                                                                  | [ 9 ]                                                                            |                                                                                  |                                                                                  |
| Colleen Dewhurst                                                                 | Mrs. O'Neil                                                                      | Silent Victory: The Kitty O'Neil Story                                           | CBS                                                                              |                                                                                  | [ 9 ]                                                                            |                                                                                  |                                                                                  |
| Eileen Heckart                                                                   | Eleanor Roosevelt                                                                | Backstairs at the White House                                                    | NBC                                                                              |                                                                                  | [ 9 ]                                                                            |                                                                                  |                                                                                  |
| Celeste Holm                                                                     | Florence Harding                                                                 | Backstairs at the White House                                                    | NBC                                                                              |                                                                                  | [ 9 ]                                                                            |                                                                                  |                                                                                  |

### 1980-as évek
| Év                                            | Színésznő                                     | Színésznő                                     | Szerep                                        | Magyar cím                                    | Eredeti cím                                   | Adó                                           | Ref.                                          |
| Legjobb női mellékszereplő (limitált sorozat) | Legjobb női mellékszereplő (limitált sorozat) | Legjobb női mellékszereplő (limitált sorozat) | Legjobb női mellékszereplő (limitált sorozat) | Legjobb női mellékszereplő (limitált sorozat) | Legjobb női mellékszereplő (limitált sorozat) | Legjobb női mellékszereplő (limitált sorozat) | Legjobb női mellékszereplő (limitált sorozat) |
| --------------------------------------------- | --------------------------------------------- | --------------------------------------------- | --------------------------------------------- | --------------------------------------------- | --------------------------------------------- | --------------------------------------------- | --------------------------------------------- |
| 1980 32. gála                                 |                                               |                                               |                                               |                                               |                                               |                                               |                                               |
|                                               | Mare Winningham                               | Marlene Burkhardt                             |                                               | Amber Waves                                   | ABC                                           | [ 10 ]                                        |                                               |
| Eileen Heckart                                | Eleanor Roosevelt                             |                                               | F.D.R.: The Last Year                         | NBC                                           |                                               | [ 10 ]                                        |                                               |
| Patricia Neal                                 | Mrs. Baumer                                   | Nyugaton a helyzet változatlan                | All Quiet on the Western Front                | CBS                                           |                                               | [ 10 ]                                        |                                               |
| Carrie Nye                                    | Tallulah Bankhead                             |                                               | The Scarlett O'Hara War                       | NBC                                           |                                               | [ 10 ]                                        |                                               |
| 1981 33. gála                                 |                                               |                                               |                                               |                                               |                                               |                                               |                                               |
|                                               | Jane Alexander                                | Alma Rosé                                     |                                               | Playing for Time                              | CBS                                           | [ 11 ]                                        |                                               |
| Colleen Dewhurst                              | Val                                           |                                               | The Women's Room                              | ABC                                           |                                               | [ 11 ]                                        |                                               |
| Patty Duke                                    | Lily                                          |                                               | The Women's Room                              | ABC                                           |                                               | [ 11 ]                                        |                                               |
| Shirley Knight                                | Maria Mandl                                   |                                               | Playing for Time                              | CBS                                           |                                               | [ 11 ]                                        |                                               |
| Piper Laurie                                  | Magda Goebbels                                | A bunker                                      | The Bunker                                    | CBS                                           |                                               | [ 11 ]                                        |                                               |
| 1982 34. gála                                 |                                               |                                               |                                               |                                               |                                               |                                               |                                               |
|                                               | Penny Fuller                                  | Mrs. Kendal                                   |                                               | The Elephant Man                              | ABC                                           | [ 12 ]                                        |                                               |
| Claire Bloom                                  | Lady Marchmain                                | Utolsó látogatás                              | Brideshead Revisited                          | PBS                                           |                                               | [ 12 ]                                        |                                               |
| Judy Davis                                    | Golda Meir fiatalon                           |                                               | A Woman Called Golda                          | Szindikált                                    |                                               | [ 12 ]                                        |                                               |
| Vicki Lawrence                                | Thelma "Mama" Harper Eunice                   |                                               | Eunice                                        | CBS                                           |                                               | [ 12 ]                                        |                                               |
| Rita Moreno                                   | Rosella DeLeon                                |                                               | Portrait of a Showgirl                        | CBS                                           |                                               | [ 12 ]                                        |                                               |
| 1983 35. gála                                 |                                               |                                               |                                               |                                               |                                               |                                               |                                               |
|                                               | Jean Simmons                                  | Fee Cleary                                    | Tövismadarak                                  | The Thorn Birds                               | ABC                                           | [ 13 ]                                        |                                               |
| Judith Anderson                               | nővér                                         |                                               | Kennedy Center Tonight: Medea                 | PBS                                           |                                               | [ 13 ]                                        |                                               |
| Polly Bergen                                  | Rhoda Henry                                   | Forrongó világ                                | The Winds of War                              | ABC                                           |                                               | [ 13 ]                                        |                                               |
| Bette Davis                                   | Alice Gwynne Vanderbilt                       |                                               | Little Gloria... Happy at Last                | NBC                                           |                                               | [ 13 ]                                        |                                               |
| Piper Laurie                                  | Anne Mueller                                  | Tövismadarak                                  | The Thorn Birds                               | ABC                                           |                                               | [ 13 ]                                        |                                               |
| 1984 36. gála                                 |                                               |                                               |                                               |                                               |                                               |                                               |                                               |
|                                               | Roxana Zal                                    | Amelia Bennett                                | Apa és leánya                                 | Something About Amelia                        | ABC                                           | [ 14 ]                                        |                                               |
| Beverly D’Angelo                              | Stella DuBois Kowalski                        | A vágy villamosa                              | A Streetcar Named Desire                      | ABC                                           |                                               | [ 14 ]                                        |                                               |
| Patty Duke                                    | Martha Washington                             |                                               | George Washington                             | CBS                                           |                                               | [ 14 ]                                        |                                               |
| Cloris Leachman                               | Mary Kovacs                                   |                                               | Ernie Kovacs: Between the Laughter            | ABC                                           |                                               | [ 14 ]                                        |                                               |
| Tuesday Weld                                  | Margie Young-Hunt                             | Rosszkedvünk tele                             | The Winter of Our Discontent                  | CBS                                           |                                               | [ 14 ]                                        |                                               |
| 1985 37. gála                                 |                                               |                                               |                                               |                                               |                                               |                                               |                                               |
|                                               | Kim Stanley                                   | Big Mama                                      | Macska a forró bádogtetőn                     | Cat on a Hot Tin Roof                         | PBS                                           | [ 16 ]                                        |                                               |
| Penny Fuller                                  | Mae                                           | Macska a forró bádogtetőn                     | Cat on a Hot Tin Roof                         | PBS                                           |                                               | [ 16 ]                                        |                                               |
| Ann Jillian                                   | Nellie Byfield                                |                                               | Ellis Island                                  | CBS                                           |                                               | [ 16 ]                                        |                                               |
| Deborah Kerr                                  | Emma Harte                                    | Egy céltudatos asszony                        | A Woman of Substance                          | OPT                                           |                                               | [ 16 ]                                        |                                               |
| Alfre Woodard                                 | Claudie Sills                                 |                                               | WonderWorks: Words by Heart                   | PBS                                           |                                               | [ 16 ]                                        |                                               |
| Legjobb női mellékszereplő (minisorozat)      |                                               |                                               |                                               |                                               |                                               |                                               |                                               |
| 1986 38. gála                                 |                                               |                                               |                                               |                                               |                                               |                                               |                                               |
|                                               | Colleen Dewhurst                              | Barbara Petherton                             |                                               | Between Two Women                             | ABC                                           | [ 17 ]                                        |                                               |
| Phyllis Frelich                               | Janice Ryder                                  |                                               | Love Is Never Silent                          | NBC                                           |                                               | [ 17 ]                                        |                                               |
| Dorothy McGuire                               | Hester Farrell                                |                                               | Amos                                          | CBS                                           |                                               | [ 17 ]                                        |                                               |
| Vanessa Redgrave                              | Szofja nagyhercegnő                           | Nagy Péter                                    | Peter the Great                               | NBC                                           |                                               | [ 17 ]                                        |                                               |
| Sylvia Sidney                                 | Beatrice McKenna                              | Korai tél                                     | An Early Frost                                | NBC                                           |                                               | [ 17 ]                                        |                                               |
| 1987 39. gála                                 |                                               |                                               |                                               |                                               |                                               |                                               |                                               |
|                                               | Piper Laurie                                  | Annie Gilbert                                 | Az ígéret                                     | Promise                                       | CBS                                           | [ 18 ]                                        |                                               |
| Claudette Colbert                             | Alice Grenville                               |                                               | The Two Mrs. Grenvilles                       | NBC                                           |                                               | [ 18 ]                                        |                                               |
| Olivia de Havilland                           | Fjodorovna cárné                              | Anasztázia                                    | Anastasia: The Mystery of Anna                | NBC                                           |                                               | [ 18 ]                                        |                                               |
| Christine Lahti                               | Althea Milford                                |                                               | Amerika                                       | ABC                                           |                                               | [ 18 ]                                        |                                               |
| Elizabeth Wilson                              | Berenice Bradshaw                             |                                               | Nutcracker: Money, Madness & Murder           | NBC                                           |                                               | [ 18 ]                                        |                                               |
| 1988 40. gála                                 |                                               |                                               |                                               |                                               |                                               |                                               |                                               |
|                                               | Jane Seymour                                  | Maria Callas                                  |                                               | Onassis: The Richest Man in the World         | ABC                                           | [ 19 ]                                        |                                               |
| Stockard Channing                             | Susan Reinert                                 | Visszhangok a sötétben                        | Echoes in the Darkness                        | CBS                                           |                                               | [ 19 ]                                        |                                               |
| Ruby Dee                                      | Elizabeth Keckley                             |                                               | Lincoln                                       | NBC                                           |                                               | [ 19 ]                                        |                                               |
| Julie Harris                                  | Alice                                         |                                               | The Woman He Loved                            | CBS                                           |                                               | [ 19 ]                                        |                                               |
| Lisa Jacobs                                   | Anne Frank                                    |                                               | The Attic: The Hiding of Anne Frank           | CBS                                           |                                               | [ 19 ]                                        |                                               |
| 1989 41. gála                                 |                                               |                                               |                                               |                                               |                                               |                                               |                                               |
|                                               | Colleen Dewhurst                              | Margaret Page                                 | Az élet nélküle                               | Those She Left Behind                         | ABC                                           | [ 20 ]                                        |                                               |
| Peggy Ashcrost                                | Miss Duber                                    |                                               | A Perfect Spy                                 | PBS                                           |                                               | [ 20 ]                                        |                                               |
| Polly Bergen                                  | Rhoda Henry                                   | A sas felszáll                                | War and Remembrance                           | ABC                                           |                                               | [ 20 ]                                        |                                               |
| Glenne Headly                                 | Elmira Johnson                                | Texasi krónikák: Lonesome Dove                | Lonesome Dove                                 | CBS                                           |                                               | [ 20 ]                                        |                                               |
| Paula Kelly                                   | Theresa                                       |                                               | The Women of Brewster Place                   | ABC                                           |                                               | [ 20 ]                                        |                                               |

### 1990-es évek
| Év                                                        | Színésznő                                                 | Színésznő                                                 | Szerep                                                    | Magyar cím                                                | Eredeti cím                                               | Adó                                                       | Ref.                                                      |
| Legjobb női mellékszereplő (minisorozat vagy különkiadás) | Legjobb női mellékszereplő (minisorozat vagy különkiadás) | Legjobb női mellékszereplő (minisorozat vagy különkiadás) | Legjobb női mellékszereplő (minisorozat vagy különkiadás) | Legjobb női mellékszereplő (minisorozat vagy különkiadás) | Legjobb női mellékszereplő (minisorozat vagy különkiadás) | Legjobb női mellékszereplő (minisorozat vagy különkiadás) | Legjobb női mellékszereplő (minisorozat vagy különkiadás) |
| --------------------------------------------------------- | --------------------------------------------------------- | --------------------------------------------------------- | --------------------------------------------------------- | --------------------------------------------------------- | --------------------------------------------------------- | --------------------------------------------------------- | --------------------------------------------------------- |
| 1990 42. gála                                             |                                                           |                                                           |                                                           |                                                           |                                                           |                                                           |                                                           |
|                                                           | Eva Marie Saint                                           | Lil Van Degan Altemus                                     | A felső tízezer                                           | People Like Us                                            | NBC                                                       | [ 21 ]                                                    |                                                           |
| Stockard Channing                                         | Liz Sapperstein                                           | Tökéletes tanú                                            | Perfect Witness                                           | HBO                                                       |                                                           | [ 21 ]                                                    |                                                           |
| Colleen Dewhurst                                          | Hepzibah                                                  | Az öreg ház titka                                         | Lantern Hill                                              | Disney                                                    |                                                           | [ 21 ]                                                    |                                                           |
| Swoosie Kurtz                                             | Joanne Winstow-Darvish                                    | Mindennek ára van                                         | The Image                                                 | HBO                                                       |                                                           | [ 21 ]                                                    |                                                           |
| Irene Worth                                               | Dolly Keeling                                             |                                                           | The Shell Seekers                                         | ABC                                                       |                                                           | [ 21 ]                                                    |                                                           |
| 1991 43. gála                                             |                                                           |                                                           |                                                           |                                                           |                                                           |                                                           |                                                           |
|                                                           | Ruby Dee                                                  | Rowena                                                    | A kitüntetés napja                                        | Decoration Day                                            | NBC                                                       | [ 22 ]                                                    |                                                           |
| Olympia Dukakis                                           | Katherine Campbell                                        | Szerencsés nap                                            | Lucky Day                                                 | ABC                                                       |                                                           | [ 22 ]                                                    |                                                           |
| Vanessa Redgrave                                          | Erzsébet cárnő                                            | Katalin cárnő ifjúsága                                    | Young Catherine                                           | TNT                                                       |                                                           | [ 22 ]                                                    |                                                           |
| Doris Roberts                                             | Mimi Finklestein                                          |                                                           | American Playhouse: The Sunset Gang                       | PBS                                                       |                                                           | [ 22 ]                                                    |                                                           |
| Elaine Stritch                                            | Rose                                                      | Kínos viszony                                             | An Inconvenient Woman                                     | ABC                                                       |                                                           | [ 22 ]                                                    |                                                           |
| 1992 44. gála                                             |                                                           |                                                           |                                                           |                                                           |                                                           |                                                           |                                                           |
|                                                           | Amanda Plummer                                            | Lusia                                                     | Miss Rose White                                           | Miss Rose White                                           | NBC                                                       | [ 24 ]                                                    |                                                           |
| Anne Bancroft                                             | Kate Jerome                                               |                                                           | Broadway Bound                                            | ABC                                                       |                                                           | [ 24 ]                                                    |                                                           |
| Bibi Besch                                                | Lisa Carter                                               | Családi szennyes                                          | Doing Time on Maple Drive                                 | Fox                                                       |                                                           | [ 24 ]                                                    |                                                           |
| Penny Fuller                                              | Miss Kate Ryan                                            | Miss Rose White                                           | Miss Rose White                                           | NBC                                                       |                                                           | [ 24 ]                                                    |                                                           |
| Maureen Stapleton                                         | Tanta Perla                                               | Miss Rose White                                           | Miss Rose White                                           | NBC                                                       |                                                           | [ 24 ]                                                    |                                                           |
| 1993 45. gála                                             |                                                           |                                                           |                                                           |                                                           |                                                           |                                                           |                                                           |
|                                                           | Mary Tyler Moore                                          | Georgia Tann                                              | Eladott gyermekek                                         | Stolen Babies                                             | Lifetime                                                  | [ 25 ]                                                    |                                                           |
| Ann-Margret                                               | Sally Jackson                                             |                                                           | Alex Haley's Queen                                        | CBS                                                       |                                                           | [ 25 ]                                                    |                                                           |
| Lee Grant                                                 | Dora Cohn                                                 | Egy elhibázott élet                                       | Citizen Cohn                                              | HBO                                                       |                                                           | [ 25 ]                                                    |                                                           |
| Peggy McCay                                               | Virginia Bembenek                                         |                                                           | Woman on the Run: The Lawrencia Bembenek Story            | NBC                                                       |                                                           | [ 25 ]                                                    |                                                           |
| Joan Plowright                                            | Olga                                                      | Sztálin                                                   | Stalin                                                    | HBO                                                       |                                                           | [ 25 ]                                                    |                                                           |
| 1994 46. gála                                             |                                                           |                                                           |                                                           |                                                           |                                                           |                                                           |                                                           |
|                                                           | Cicely Tyson                                              | Castalia                                                  | A kortalan hős                                            | Oldest Living Confederate Widow Tells All                 | CBS                                                       | [ 26 ]                                                    |                                                           |
| Anne Bancroft                                             | Lucy Marsden                                              | A kortalan hős                                            | Oldest Living Confederate Widow Tells All                 | CBS                                                       |                                                           | [ 26 ]                                                    |                                                           |
| Swoosie Kurtz                                             | Mrs. Johnstone                                            | És a zenekar játszik tovább…                              | And the Band Played On                                    | HBO                                                       |                                                           | [ 26 ]                                                    |                                                           |
| Lily Tomlin                                               | Dr. Selma Dritz                                           | És a zenekar játszik tovább…                              | And the Band Played On                                    | HBO                                                       |                                                           | [ 26 ]                                                    |                                                           |
| Lee Purcell                                               | Ann Theilman                                              |                                                           | Secret Sins of the Father                                 | NBC                                                       |                                                           | [ 26 ]                                                    |                                                           |
| 1995 47. gála                                             |                                                           |                                                           |                                                           |                                                           |                                                           |                                                           |                                                           |
|                                                           | Judy Davis                                                | Diane                                                     | Ha hallgattál volna                                       | Serving in Silence: The Margarethe Cammermeyer Story      | NBC                                                       | [ 27 ]                                                    |                                                           |
| Shirley Knight                                            | Peggy Buckey                                              | Megbélyegezve: A McMartin-per                             | Indictment: The McMartin Trial                            | HBO                                                       |                                                           | [ 27 ]                                                    |                                                           |
|                                                           |                                                           |                                                           |                                                           |                                                           |                                                           | [ 27 ]                                                    |                                                           |
| Sônia Braga                                               | Regina de Carvalho                                        | Lassú tűzön                                               | The Burning Season                                        | HBO                                                       |                                                           | [ 27 ]                                                    |                                                           |
| Sissy Spacek                                              | Spring Renfro                                             | Régi jó cimborák                                          | The Good Old Boys                                         | TNT                                                       |                                                           | [ 27 ]                                                    |                                                           |
| Sada Thompson                                             | Virginia McMartin                                         | Megbélyegezve: A McMartin-per                             | Indictment: The McMartin Trial                            | HBO                                                       |                                                           | [ 27 ]                                                    |                                                           |
| 1996 48. gála                                             |                                                           |                                                           |                                                           |                                                           |                                                           |                                                           |                                                           |
|                                                           | Greta Scacchi                                             | Fjodorovna cárné                                          | Raszputyin                                                | Rasputin                                                  | HBO                                                       | [ 28 ]                                                    |                                                           |
| Kathy Bates                                               | Helen Kushnick                                            | David Letterman Jay Leno ellen                            | The Late Shift                                            | HBO                                                       |                                                           | [ 28 ]                                                    |                                                           |
| Diana Scarwid                                             | Bess Truman                                               |                                                           | Truman                                                    | HBO                                                       |                                                           | [ 28 ]                                                    |                                                           |
| Mare Winningham                                           | Sheila                                                    |                                                           | The Boys Next Door                                        | CBS                                                       |                                                           | [ 28 ]                                                    |                                                           |
| Alfre Woodard                                             | Brobdingnag királynője                                    | Gulliver utazásai                                         | Gulliver’s Travels                                        | NBC                                                       |                                                           | [ 28 ]                                                    |                                                           |
| 1997 49. gála                                             |                                                           |                                                           |                                                           |                                                           |                                                           |                                                           |                                                           |
|                                                           | Diana Rigg                                                | Mrs. Danvers                                              | Rebecca – A Manderley-ház asszonya                        | Rebecca                                                   | PBS                                                       | [ 29 ]                                                    |                                                           |
| Kirstie Alley                                             | Rose Marie Clericuzio                                     | Az utolsó keresztapa                                      | The Last Don                                              | CBS                                                       |                                                           | [ 29 ]                                                    |                                                           |
| Bridget Fonda                                             | Anne                                                      | Esthomály                                                 | In the Gloaming                                           | HBO                                                       |                                                           | [ 29 ]                                                    |                                                           |
| Glenne Headly                                             | Ruth nagynéni                                             |                                                           | Bastard Out of Carolina                                   | Showtime                                                  |                                                           | [ 29 ]                                                    |                                                           |
| Frances McDormand                                         | Gus                                                       |                                                           | Hidden in America                                         | Showtime                                                  |                                                           | [ 29 ]                                                    |                                                           |
| Legjobb női mellékszereplő (minisorozat vagy tévéfilm)    |                                                           |                                                           |                                                           |                                                           |                                                           |                                                           |                                                           |
| 1998 50. gála                                             |                                                           |                                                           |                                                           |                                                           |                                                           |                                                           |                                                           |
|                                                           | Mare Winningham                                           | Lurleen Wallace                                           | George Wallace                                            | George Wallace                                            | TNT                                                       | [ 30 ]                                                    |                                                           |
| Helena Bonham Carter                                      | Morgan le Fay                                             | Merlin                                                    | Merlin                                                    | NBC                                                       |                                                           | [ 30 ]                                                    |                                                           |
| Julie Harris                                              | Leonora Nelson                                            |                                                           | Ellen Foster                                              | CBS                                                       |                                                           | [ 30 ]                                                    |                                                           |
| Judith Ivey                                               | Lucille                                                   |                                                           | What the Deaf Man Heard                                   | CBS                                                       |                                                           | [ 30 ]                                                    |                                                           |
| Angelina Jolie                                            | Cornelia Wallace                                          | George Wallace                                            | George Wallace                                            | TNT                                                       |                                                           | [ 30 ]                                                    |                                                           |
| 1999 51. gála                                             |                                                           |                                                           |                                                           |                                                           |                                                           |                                                           |                                                           |
|                                                           | Anne Bancroft                                             | Gerry Eileen Cummins                                      | Lelkem mélyén                                             | Deep in My Heart                                          | CBS                                                       | [ 31 ]                                                    |                                                           |
| Jacqueline Bisset                                         | Isabelle d'Arc                                            | Szent Johanna                                             | Joan of Arc                                               | CBS                                                       |                                                           | [ 31 ]                                                    |                                                           |
| Olympia Dukakis                                           | Babette anya                                              | Szent Johanna                                             | Joan of Arc                                               | CBS                                                       |                                                           | [ 31 ]                                                    |                                                           |
| Bebe Neuwirth                                             | Dorothy Parker                                            |                                                           | Dash and Lilly                                            | A&E                                                       |                                                           | [ 31 ]                                                    |                                                           |
| Cicely Tyson                                              | Tante Lou                                                 | A halál árnyékában                                        | A Lesson Before Dying                                     | HBO                                                       |                                                           | [ 31 ]                                                    |                                                           |
| Dianne Wiest                                              | Sarah McClellan                                           |                                                           | The Simple Life of Noah Dearborn                          | CBS                                                       |                                                           | [ 31 ]                                                    |                                                           |

### 2000-es évek
| Év                                                     | Színésznő                                              | Színésznő                                              | Szerep                                                 | Magyar cím                                             | Eredeti cím                                            | Adó                                                    | Ref.                                                   |
| Legjobb női mellékszereplő (minisorozat vagy tévéfilm) | Legjobb női mellékszereplő (minisorozat vagy tévéfilm) | Legjobb női mellékszereplő (minisorozat vagy tévéfilm) | Legjobb női mellékszereplő (minisorozat vagy tévéfilm) | Legjobb női mellékszereplő (minisorozat vagy tévéfilm) | Legjobb női mellékszereplő (minisorozat vagy tévéfilm) | Legjobb női mellékszereplő (minisorozat vagy tévéfilm) | Legjobb női mellékszereplő (minisorozat vagy tévéfilm) |
| ------------------------------------------------------ | ------------------------------------------------------ | ------------------------------------------------------ | ------------------------------------------------------ | ------------------------------------------------------ | ------------------------------------------------------ | ------------------------------------------------------ | ------------------------------------------------------ |
| 2000 52. gála                                          |                                                        |                                                        |                                                        |                                                        |                                                        |                                                        |                                                        |
|                                                        | Vanessa Redgrave                                       | Edith Tree                                             | Ha ezek a falak beszélni tudnának 2.                   | If These Walls Could Talk 2                            | HBO                                                    | [ 32 ]                                                 |                                                        |
| Kathy Bates                                            | Agatha Hannigan                                        | Annie                                                  | Annie                                                  | ABC                                                    |                                                        | [ 32 ]                                                 |                                                        |
| Elizabeth Franz                                        | Linda Loman                                            |                                                        | Death of a Salesman                                    | Showtime                                               |                                                        | [ 32 ]                                                 |                                                        |
| Melanie Griffith                                       | Marion Davies                                          | Az aranypolgár születése                               | RKO 281                                                | HBO                                                    |                                                        | [ 32 ]                                                 |                                                        |
| Maggie Smith                                           | Betsey Trotwood                                        | Copperfield Dávid                                      | David Copperfield                                      | PBS                                                    |                                                        | [ 32 ]                                                 |                                                        |
| 2001 53. gála                                          |                                                        |                                                        |                                                        |                                                        |                                                        |                                                        |                                                        |
|                                                        | Tammy Blanchard                                        | Judy Garland fiatalon                                  | Judy Garland: Én és az árnyékaim                       | Life with Judy Garland: Me and My Shadows              | ABC                                                    | [ 33 ]                                                 |                                                        |
| Anne Bancroft                                          | Mama Gruber                                            | Menedék a halálból                                     | Haven                                                  | CBS                                                    |                                                        | [ 33 ]                                                 |                                                        |
| Brenda Blethyn                                         | Auguste Van Pels                                       | Anne Frank igaz története                              | Anne Frank: The Whole Story                            | ABC                                                    |                                                        | [ 33 ]                                                 |                                                        |
| Holly Hunter                                           | Rebecca Waynon                                         | A nő ötször                                            | Things You Can Tell Just by Looking at Her             | Showtime                                               |                                                        | [ 33 ]                                                 |                                                        |
| Audra McDonald                                         | Susie Monahan                                          | Fekete angyal                                          | Wit                                                    | HBO                                                    |                                                        | [ 33 ]                                                 |                                                        |
| 2002 54. gála                                          |                                                        |                                                        |                                                        |                                                        |                                                        |                                                        |                                                        |
|                                                        | Stockard Channing                                      | Judy Shepard                                           |                                                        | The Matthew Shepard Story                              | ABC                                                    | [ 34 ]                                                 |                                                        |
| Joan Allen                                             | Morgause                                               | Artúr király és a nők                                  | The Mists of Avalon                                    | TNT                                                    |                                                        | [ 34 ]                                                 |                                                        |
| Anjelica Huston                                        | Tó Hölgye                                              | Artúr király és a nők                                  | The Mists of Avalon                                    | TNT                                                    |                                                        | [ 34 ]                                                 |                                                        |
| Diana Rigg                                             | Louise Lehzen                                          | Viktória és Albert                                     | Victoria and Albert                                    | A&E                                                    |                                                        | [ 34 ]                                                 |                                                        |
| Sissy Spacek                                           | Zelda Fitzgerald                                       | Az utolsó hívás                                        | Last Call                                              | Showtime                                               |                                                        | [ 34 ]                                                 |                                                        |
| 2003 55. gála                                          |                                                        |                                                        |                                                        |                                                        |                                                        |                                                        |                                                        |
|                                                        | Gena Rowlands                                          | Virginia Miller                                        | Pasifogó kísérletek                                    | Hysterical Blindness                                   | HBO                                                    | [ 35 ]                                                 |                                                        |
| Kathy Baker                                            | Gladys Sullivan                                        | Házról házra                                           | Door to Door                                           | TNT                                                    |                                                        | [ 35 ]                                                 |                                                        |
| Helen Mirren                                           | Mrs. Porter                                            | Házról házra                                           | Door to Door                                           | TNT                                                    |                                                        | [ 35 ]                                                 |                                                        |
| Anne Bancroft                                          | Contessa                                               | Tavasz Rómában                                         | The Roman Spring of Mrs. Stone                         | Showtime                                               |                                                        | [ 35 ]                                                 |                                                        |
| Juliette Lewis                                         | Beth Tocyznski                                         | Pasifogó kísérletek                                    | Hysterical Blindness                                   | HBO                                                    |                                                        | [ 35 ]                                                 |                                                        |
| 2004 56. gála                                          |                                                        |                                                        |                                                        |                                                        |                                                        |                                                        |                                                        |
|                                                        | Mary-Louise Parker                                     | Harper Pitt                                            | Angyalok Amerikában                                    | Angels in America                                      | HBO                                                    | [ 36 ]                                                 |                                                        |
| Julie Andrews                                          | nevelőnő                                               | Huncut karácsony                                       | Eloise at Christmastime                                | ABC                                                    |                                                        | [ 36 ]                                                 |                                                        |
| Anne Heche                                             | Rowena Larson                                          | Gracie választása                                      | Gracie's Choice                                        | Lifetime                                               |                                                        | [ 36 ]                                                 |                                                        |
| Anjelica Huston                                        | Carrie Chapman Catt                                    | Vasakaratú angyalok                                    | Iron Jawed Angels                                      | HBO                                                    |                                                        | [ 36 ]                                                 |                                                        |
| Angela Lansbury                                        | Dora                                                   | Fény a távolból                                        | The Blackwater Lightship                               | CBS                                                    |                                                        | [ 36 ]                                                 |                                                        |
| 2005 57. gála                                          |                                                        |                                                        |                                                        |                                                        |                                                        |                                                        |                                                        |
|                                                        | Jane Alexander                                         | Sara Roosevelt                                         | Warm Springs                                           | Warm Springs                                           | HBO                                                    | [ 37 ]                                                 |                                                        |
| Kathy Bates                                            | Helena Mahoney                                         | Warm Springs                                           | Warm Springs                                           | HBO                                                    |                                                        | [ 37 ]                                                 |                                                        |
| Camryn Manheim                                         | Gladys Presley                                         | Elvis – A kezdet kezdete                               | Elvis                                                  | CBS                                                    |                                                        | [ 37 ]                                                 |                                                        |
| Charlize Theron                                        | Britt Ekland                                           | Peter Sellers élete és halála                          | The Life and Death of Peter Sellers                    | HBO                                                    |                                                        | [ 37 ]                                                 |                                                        |
| Joanne Woodward                                        | Francine Whiting                                       | A múlt fogságában                                      | Empire Falls                                           | HBO                                                    |                                                        | [ 37 ]                                                 |                                                        |
| 2006 58. gála                                          |                                                        |                                                        |                                                        |                                                        |                                                        |                                                        |                                                        |
|                                                        | Kelly Macdonald                                        | Gina                                                   | Kávé és szerelem                                       | The Girl in the Café                                   | HBO                                                    | [ 38 ]                                                 |                                                        |
| Ellen Burstyn                                          | Gerda Stedman                                          | Mrs. Harris                                            | Mrs. Harris                                            | HBO                                                    |                                                        | [ 38 ]                                                 |                                                        |
| Cloris Leachman                                        | Pearl Schwartz                                         | Mrs. Harris                                            | Mrs. Harris                                            | HBO                                                    |                                                        | [ 38 ]                                                 |                                                        |
| Shirley Jones                                          | Batty nagynéni                                         | Isten háta mögött                                      | Hidden Places                                          | HBO                                                    |                                                        | [ 38 ]                                                 |                                                        |
| Alfre Woodard                                          | Mrs. Brown                                             | A part túl messze van                                  | The Water Is Wide                                      | CBS                                                    |                                                        | [ 38 ]                                                 |                                                        |
| 2007 59. gála                                          |                                                        |                                                        |                                                        |                                                        |                                                        |                                                        |                                                        |
|                                                        | Judy Davis                                             | Joan McAllister                                        | Álomgyári feleség                                      | The Starter Wife                                       | USA                                                    | [ 39 ]                                                 |                                                        |
| Toni Collette                                          | Kathy Graham                                           | A cunami után                                          | Tsunami: The Aftermath                                 | HBO                                                    |                                                        | [ 39 ]                                                 |                                                        |
| Samantha Morton                                        | Myra Hindley                                           | Longford                                               | Longford                                               | HBO                                                    |                                                        | [ 39 ]                                                 |                                                        |
| Anna Paquin                                            | Elaine Goodale                                         | Wounded Knee-nél temessétek el a szívem                | Bury My Heart at Wounded Knee                          | HBO                                                    |                                                        | [ 39 ]                                                 |                                                        |
| Greta Scacchi                                          | Mrs. Nola Johns                                        | A szabadság útján                                      | Broken Trail                                           | AMC                                                    |                                                        | [ 39 ]                                                 |                                                        |
| 2008 60. gála                                          |                                                        |                                                        |                                                        |                                                        |                                                        |                                                        |                                                        |
|                                                        | Eileen Atkins                                          | Deborah Jenkyns                                        |                                                        | Cranford                                               | PBS                                                    | [ 40 ]                                                 |                                                        |
| Laura Dern                                             | Katherine Harris                                       | Újraszámlálás                                          | Recount                                                | HBO                                                    |                                                        | [ 40 ]                                                 |                                                        |
| Ashley Jensen                                          | Maggie Jacobs                                          | Futottak még… – Karácsonyi különkiadás                 | Extras: The Extra Special Series Finale                | HBO                                                    |                                                        | [ 40 ]                                                 |                                                        |
| Audra McDonald                                         | Ruth Younger                                           | Küzdelmes élet                                         | A Raisin in the Sun                                    | ABC                                                    |                                                        | [ 40 ]                                                 |                                                        |
| Alfre Woodard                                          | Edna Reilly                                            | Hollis Woods képei                                     | Pictures of Hollis Woods                               | CBS                                                    |                                                        | [ 40 ]                                                 |                                                        |
| 2009 61. gála                                          |                                                        |                                                        |                                                        |                                                        |                                                        |                                                        |                                                        |
|                                                        | Sohre Ágdáslu                                          | Sajida Khairallah Talfah                               | A Szaddám klán                                         | House of Saddam                                        | HBO                                                    | [ 41 ]                                                 |                                                        |
| Marcia Gay Harden                                      | Janina Krzyżanowska                                    | Irena Sendler bátor szíve                              | The Courageous Heart of Irena Sendler                  | CBS                                                    |                                                        | [ 41 ]                                                 |                                                        |
| Janet McTeer                                           | Clementine Churchill                                   | Churchill háborúja                                     | Into the Storm                                         | HBO                                                    |                                                        | [ 41 ]                                                 |                                                        |
| Jeanne Tripplehorn                                     | Jacqueline Kennedy Onassis                             | Két nő – egy ház                                       | Grey Gardens                                           | HBO                                                    |                                                        | [ 41 ]                                                 |                                                        |
| Cicely Tyson                                           | Pearl                                                  |                                                        | Relative Stranger                                      | Hallmark                                               |                                                        | [ 41 ]                                                 |                                                        |

### 2010-es évek
| Év                                                          | Színésznő                                              | Színésznő                                              | Szerep                                                    | Magyar cím                                             | Eredeti cím                                            | Adó                                                    | Ref.                                                   |
| Legjobb női mellékszereplő (minisorozat vagy tévéfilm)      | Legjobb női mellékszereplő (minisorozat vagy tévéfilm) | Legjobb női mellékszereplő (minisorozat vagy tévéfilm) | Legjobb női mellékszereplő (minisorozat vagy tévéfilm)    | Legjobb női mellékszereplő (minisorozat vagy tévéfilm) | Legjobb női mellékszereplő (minisorozat vagy tévéfilm) | Legjobb női mellékszereplő (minisorozat vagy tévéfilm) | Legjobb női mellékszereplő (minisorozat vagy tévéfilm) |
| ----------------------------------------------------------- | ------------------------------------------------------ | ------------------------------------------------------ | --------------------------------------------------------- | ------------------------------------------------------ | ------------------------------------------------------ | ------------------------------------------------------ | ------------------------------------------------------ |
| 2010 62. gála                                               |                                                        |                                                        |                                                           |                                                        |                                                        |                                                        |                                                        |
|                                                             | Julia Ormond                                           | Eustacia Grandin                                       | Temple Grandin                                            | Temple Grandin                                         | HBO                                                    | [ 42 ]                                                 |                                                        |
| Kathy Bates                                                 | Szívkirályné                                           | Alice                                                  | Alice                                                     | SyFy                                                   |                                                        | [ 42 ]                                                 |                                                        |
| Catherine O’Hara                                            | Ann nagynéni                                           | Temple Grandin                                         | Temple Grandin                                            | HBO                                                    |                                                        | [ 42 ]                                                 |                                                        |
| Susan Sarandon                                              | Janet Good                                             | Dr. Halál                                              | You Don't Know Jack                                       | HBO                                                    |                                                        | [ 42 ]                                                 |                                                        |
| Brenda Vaccaro                                              | Margo Janus                                            | Dr. Halál                                              | You Don't Know Jack                                       | HBO                                                    |                                                        | [ 42 ]                                                 |                                                        |
| 2011 63. gála                                               |                                                        |                                                        |                                                           |                                                        |                                                        |                                                        |                                                        |
|                                                             | Maggie Smith                                           | Violet Crawley                                         | Downton Abbey                                             | Downton Abbey                                          | PBS                                                    | [ 43 ]                                                 |                                                        |
| Eileen Atkins                                               | Maud, Lady Holland                                     | Ház az Eaton Place-en                                  | Upstairs, Downstairs                                      | PBS                                                    |                                                        | [ 43 ]                                                 |                                                        |
| Melissa Leo                                                 | Lucy Gessler                                           | Mildred Pierce                                         | Mildred Pierce                                            | HBO                                                    |                                                        | [ 43 ]                                                 |                                                        |
| Mare Winningham                                             | Ida Corwin                                             | Mildred Pierce                                         | Mildred Pierce                                            | HBO                                                    |                                                        | [ 43 ]                                                 |                                                        |
| Evan Rachel Wood                                            | Veda Pierce                                            | Mildred Pierce                                         | Mildred Pierce                                            | HBO                                                    |                                                        | [ 43 ]                                                 |                                                        |
| 2012 64. gála                                               |                                                        |                                                        |                                                           |                                                        |                                                        |                                                        |                                                        |
|                                                             | Jessica Lange                                          | Constance Langdon                                      | Amerikai Horror Story: A gyilkos ház                      | American Horror Story: Murder House                    | FX                                                     | [ 44 ]                                                 |                                                        |
| Frances Conroy                                              | Moira O'Hara                                           | Amerikai Horror Story: A gyilkos ház                   | American Horror Story: Murder House                       | FX                                                     |                                                        | [ 44 ]                                                 |                                                        |
| Judy Davis                                                  | Jill Tankard                                           | Nyolcadik oldal                                        | Page Eight                                                | PBS                                                    |                                                        | [ 44 ]                                                 |                                                        |
| Sarah Paulson                                               | Nicolle Wallace                                        | Versenyben az elnökségért                              | Game Change                                               | HBO                                                    |                                                        | [ 44 ]                                                 |                                                        |
| Mare Winningham                                             | Sally McCoy                                            | A Hatfield—McCoy viszály                               | Hatfields & McCoys                                        | History                                                |                                                        | [ 44 ]                                                 |                                                        |
| 2013 65. gála                                               |                                                        |                                                        |                                                           |                                                        |                                                        |                                                        |                                                        |
|                                                             | Ellen Burstyn                                          | Margaret Barrish                                       |                                                           | Political Animals                                      | USA                                                    | [ 45 ]                                                 |                                                        |
| Sarah Paulson                                               | Lana Winters                                           | Amerikai Horror Story: Zártosztály                     | American Horror Story: Asylum                             | FX                                                     |                                                        | [ 45 ]                                                 |                                                        |
| Charlotte Rampling                                          | Sally Gilmartin / Eva Delectorskaya                    | A múlt árnyékában                                      | Restless                                                  | Sundance                                               |                                                        | [ 45 ]                                                 |                                                        |
| Imelda Staunton                                             | Alma Reville                                           | Hitchcock és Tippi Hedren                              | The Girl                                                  | HBO                                                    |                                                        | [ 45 ]                                                 |                                                        |
| Alfre Woodard                                               | Louisa "Ouiser" Boudreaux                              | Acélmagnóliák                                          | Steel Magnolias                                           | Lifetime                                               |                                                        | [ 45 ]                                                 |                                                        |
| 2014 66. gála                                               |                                                        |                                                        |                                                           |                                                        |                                                        |                                                        |                                                        |
|                                                             | Kathy Bates                                            | Delphine LaLaurie                                      | Amerikai Horror Story: Boszorkányok                       | American Horror Story: Coven                           | FX                                                     | [ 46 ]                                                 |                                                        |
| Angela Bassett                                              | Marie Laveau                                           | Amerikai Horror Story: Boszorkányok                    | American Horror Story: Coven                              | FX                                                     |                                                        | [ 46 ]                                                 |                                                        |
| Frances Conroy                                              | Myrtle Snow                                            | Amerikai Horror Story: Boszorkányok                    | American Horror Story: Coven                              | FX                                                     |                                                        | [ 46 ]                                                 |                                                        |
| Ellen Burstyn                                               | Olivia Foxworth                                        | V. C. Andrews: Virágok a padláson                      | Flowers in the Attic                                      | Lifetime                                               |                                                        | [ 46 ]                                                 |                                                        |
| Julia Roberts                                               | Dr. Emma Brookner                                      | Igaz szívvel                                           | The Normal Heart                                          | HBO                                                    |                                                        | [ 46 ]                                                 |                                                        |
| Allison Tolman                                              | Molly Solverson                                        | Fargo                                                  | Fargo                                                     | FX                                                     |                                                        | [ 46 ]                                                 |                                                        |
| Legjobb női mellékszereplő (limitált sorozat vagy tévéfilm) |                                                        |                                                        |                                                           |                                                        |                                                        |                                                        |                                                        |
| 2015 67. gála                                               |                                                        |                                                        |                                                           |                                                        |                                                        |                                                        |                                                        |
|                                                             | Regina King                                            | Aliyah Shadeed                                         | Bűnök és előítéletek                                      | American Crime                                         | ABC                                                    | [ 47 ]                                                 |                                                        |
| Angela Bassett                                              | Desiree Dupree                                         | Amerikai Horror Story: Rémségek cirkusza               | American Horror Story: Freak Show                         | FX                                                     |                                                        | [ 47 ]                                                 |                                                        |
| Kathy Bates                                                 | Ethel Darling                                          | Amerikai Horror Story: Rémségek cirkusza               | American Horror Story: Freak Show                         | FX                                                     |                                                        | [ 47 ]                                                 |                                                        |
| Sarah Paulson                                               | Bette és Dot Tattler                                   | Amerikai Horror Story: Rémségek cirkusza               | American Horror Story: Freak Show                         | FX                                                     |                                                        | [ 47 ]                                                 |                                                        |
| Zoe Kazan                                                   | Denise Thibodeau                                       | Olive Kitteridge                                       | Olive Kitteridge                                          | HBO                                                    |                                                        | [ 47 ]                                                 |                                                        |
| Mo’Nique                                                    | Ma Rainey                                              | Bessie                                                 | Bessie                                                    | HBO                                                    |                                                        | [ 47 ]                                                 |                                                        |
| 2016 68. gála                                               |                                                        |                                                        |                                                           |                                                        |                                                        |                                                        |                                                        |
|                                                             | Regina King                                            | Terri LaCroix                                          | Bűnök és előítéletek                                      | American Crime                                         | ABC                                                    | [ 48 ]                                                 |                                                        |
| Kathy Bates                                                 | Iris                                                   | Amerikai Horror Story: Hotel                           | American Horror Story: Hotel                              | FX                                                     |                                                        | [ 48 ]                                                 |                                                        |
| Sarah Paulson                                               | Sally / Billie Dean Howard                             | Amerikai Horror Story: Hotel                           | American Horror Story: Hotel                              | FX                                                     |                                                        | [ 48 ]                                                 |                                                        |
| Olivia Colman                                               | Angela Burr                                            | Éjszakai szolgálat                                     | The Night Manager                                         | AMC                                                    |                                                        | [ 48 ]                                                 |                                                        |
| Melissa Leo                                                 | Lady Bird Johnson                                      | A végsőkig                                             | All the Way                                               | HBO                                                    |                                                        | [ 48 ]                                                 |                                                        |
| Jean Smart                                                  | Floyd Gerhardt                                         | Fargo                                                  | Fargo                                                     | FX                                                     |                                                        | [ 48 ]                                                 |                                                        |
| 2017 69. gála                                               |                                                        |                                                        |                                                           |                                                        |                                                        |                                                        |                                                        |
|                                                             | Laura Dern                                             | Renata Klein                                           | Hatalmas kis hazugságok                                   | Big Little Lies                                        | HBO                                                    | [ 49 ]                                                 |                                                        |
| Judy Davis                                                  | Hedda Hopper                                           | Viszály: Bette és Joan                                 | Feud: Bette and Joan                                      | FX                                                     |                                                        | [ 49 ]                                                 |                                                        |
| Jackie Hoffman                                              | Mamacita                                               | Viszály: Bette és Joan                                 | Feud: Bette and Joan                                      | FX                                                     |                                                        | [ 49 ]                                                 |                                                        |
| Regina King                                                 | Kimara Walters                                         | Bűnök és előítéletek                                   | American Crime                                            | ABC                                                    |                                                        | [ 49 ]                                                 |                                                        |
| Michelle Pfeiffer                                           | Ruth Madoff                                            | Hazugságok mágusa                                      | The Wizard of Lies                                        | HBO                                                    |                                                        | [ 49 ]                                                 |                                                        |
| Shailene Woodley                                            | Jane Chapman                                           | Hatalmas kis hazugságok                                | Big Little Lies                                           | HBO                                                    |                                                        | [ 49 ]                                                 |                                                        |
| 2018 70. gála                                               |                                                        |                                                        |                                                           |                                                        |                                                        |                                                        |                                                        |
|                                                             | Merritt Wever                                          | Mary Agnes McNue                                       | Isten nélkül                                              | Godless                                                | Netflix                                                | [ 50 ]                                                 |                                                        |
| Sara Bareilles                                              | Mária Magdolna                                         |                                                        | Jesus Christ Superstar Live in Concert                    | NBC                                                    |                                                        | [ 50 ]                                                 |                                                        |
| Penélope Cruz                                               | Donatella Versace                                      |                                                        | American Crime Story: The Assassination of Gianni Versace | FX                                                     |                                                        | [ 50 ]                                                 |                                                        |
| Judith Light                                                | Marilyn Miglin                                         |                                                        | American Crime Story: The Assassination of Gianni Versace | FX                                                     |                                                        | [ 50 ]                                                 |                                                        |
| Adina Porter                                                | Beverly Hope                                           | Amerikai Horror Story: Szekta                          | American Horror Story: Cult                               | FX                                                     |                                                        | [ 50 ]                                                 |                                                        |
| Letitia Wright                                              | Nish Leigh                                             | Fekete tükör: Fekete múzeum                            | Black Mirror: Black Museum                                | Netflix                                                |                                                        | [ 50 ]                                                 |                                                        |
| 2019 71. gála                                               |                                                        |                                                        |                                                           |                                                        |                                                        |                                                        |                                                        |
|                                                             | Patricia Arquette                                      | Dee Dee Blanchard                                      | A tett                                                    | The Act                                                | Hulu                                                   | [ 51 ]                                                 |                                                        |
| Marsha Stephanie Blake                                      | Linda McCray                                           | A Central parki ötök                                   | When They See Us                                          | Netflix                                                |                                                        | [ 51 ]                                                 |                                                        |
| Vera Farmiga                                                | Elizabeth Lederer                                      | A Central parki ötök                                   | When They See Us                                          | Netflix                                                |                                                        | [ 51 ]                                                 |                                                        |
| Patricia Clarkson                                           | Adora Crellin                                          | Éles tárgyak                                           | Sharp Objects                                             | HBO                                                    |                                                        | [ 51 ]                                                 |                                                        |
| Margaret Qualley                                            | Ann Reinking                                           | Fosse/Verdon                                           | Fosse/Verdon                                              | FX                                                     |                                                        | [ 51 ]                                                 |                                                        |
| Emily Watson                                                | Uljana Homjuk                                          | Csernobil                                              | Chernobyl                                                 | HBO                                                    |                                                        | [ 51 ]                                                 |                                                        |

### 2020-as évek
| Év                                                                            | Színésznő                                                   | Színésznő                                                   | Szerep                                                      | Magyar cím                                                  | Eredeti cím                                                 | Adó                                                         | Ref.                                                        |
| Legjobb női mellékszereplő (limitált sorozat vagy tévéfilm)                   | Legjobb női mellékszereplő (limitált sorozat vagy tévéfilm) | Legjobb női mellékszereplő (limitált sorozat vagy tévéfilm) | Legjobb női mellékszereplő (limitált sorozat vagy tévéfilm) | Legjobb női mellékszereplő (limitált sorozat vagy tévéfilm) | Legjobb női mellékszereplő (limitált sorozat vagy tévéfilm) | Legjobb női mellékszereplő (limitált sorozat vagy tévéfilm) | Legjobb női mellékszereplő (limitált sorozat vagy tévéfilm) |
| ----------------------------------------------------------------------------- | ----------------------------------------------------------- | ----------------------------------------------------------- | ----------------------------------------------------------- | ----------------------------------------------------------- | ----------------------------------------------------------- | ----------------------------------------------------------- | ----------------------------------------------------------- |
| 2020 72. gála                                                                 |                                                             |                                                             |                                                             |                                                             |                                                             |                                                             |                                                             |
|                                                                               | Uzo Aduba                                                   | Shirley Chisholm                                            | Mrs. America                                                | Mrs. America                                                | FX                                                          | [ 52 ]                                                      |                                                             |
| Toni Collette                                                                 | Grace Rasmussen nyomozó                                     | Hihetetlen                                                  | Unbelievable                                                | Netflix                                                     |                                                             | [ 52 ]                                                      |                                                             |
| Margo Martindale                                                              | Bella Abzug                                                 | Mrs. America                                                | Mrs. America                                                | FX                                                          |                                                             | [ 52 ]                                                      |                                                             |
| Tracey Ullman                                                                 | Betty Friedan                                               | Mrs. America                                                | Mrs. America                                                | FX                                                          |                                                             | [ 52 ]                                                      |                                                             |
| Jean Smart                                                                    | Selyem Kísértet / Laurie Blake ügynök                       | Watchmen                                                    | Watchmen                                                    | HBO                                                         |                                                             | [ 52 ]                                                      |                                                             |
| Holland Taylor                                                                | Ellen Kincaid                                               | Hollywood                                                   | Hollywood                                                   | Netflix                                                     |                                                             | [ 52 ]                                                      |                                                             |
| Legjobb női mellékszereplő (limitált sorozat, antológiasorozat vagy tévéfilm) |                                                             |                                                             |                                                             |                                                             |                                                             |                                                             |                                                             |
| 2021 73. gála                                                                 |                                                             |                                                             |                                                             |                                                             |                                                             |                                                             |                                                             |
|                                                                               | Julianne Nicholson                                          | Lori Ross                                                   | Easttowni rejtélyek                                         | Mare of Easttown                                            | HBO                                                         | [ 53 ]                                                      |                                                             |
| Renée Elise Goldsberry                                                        | Angelica Schuyler Church                                    | Hamilton                                                    | Hamilton                                                    | Disney+                                                     |                                                             | [ 53 ]                                                      |                                                             |
| Phillipa Soo                                                                  | Elizabeth Schuyler Hamilton                                 | Hamilton                                                    | Hamilton                                                    | Disney+                                                     |                                                             | [ 53 ]                                                      |                                                             |
| Kathryn Hahn                                                                  | Agatha Harkness                                             | WandaVízió                                                  | WandaVision                                                 | Disney+                                                     |                                                             | [ 53 ]                                                      |                                                             |
| Moses Ingram                                                                  | Jolene                                                      | A vezércsel                                                 | The Queen's Gambit                                          | Netflix                                                     |                                                             | [ 53 ]                                                      |                                                             |
| Jean Smart                                                                    | Helen Fahey                                                 | Easttowni rejtélyek                                         | Mare of Easttown                                            | HBO                                                         |                                                             | [ 53 ]                                                      |                                                             |
| 2022 74. gála                                                                 |                                                             |                                                             |                                                             |                                                             |                                                             |                                                             |                                                             |
|                                                                               | Jennifer Coolidge                                           | Tanya McQuoid                                               | A Fehér Lótusz                                              | The White Lotus                                             | HBO                                                         | [ 54 ]                                                      |                                                             |
| Connie Britton                                                                | Nicole Mossbacher                                           | A Fehér Lótusz                                              | The White Lotus                                             | HBO                                                         |                                                             | [ 54 ]                                                      |                                                             |
| Alexandra Daddario                                                            | Rachel Patton                                               | A Fehér Lótusz                                              | The White Lotus                                             | HBO                                                         |                                                             | [ 54 ]                                                      |                                                             |
| Natasha Rothwell                                                              | Belinda Lindsey                                             | A Fehér Lótusz                                              | The White Lotus                                             | HBO                                                         |                                                             | [ 54 ]                                                      |                                                             |
| Sydney Sweeney                                                                | Olivia Mossbacher                                           | A Fehér Lótusz                                              | The White Lotus                                             | HBO                                                         |                                                             | [ 54 ]                                                      |                                                             |
| Kaitlyn Dever                                                                 | Betsy Mallum                                                | Dopesick                                                    | Dopesick                                                    | Hulu                                                        |                                                             | [ 54 ]                                                      |                                                             |
| Mare Winningham                                                               | Diane Mallum                                                | Dopesick                                                    | Dopesick                                                    | Hulu                                                        |                                                             | [ 54 ]                                                      |                                                             |
| 2023 75. gála                                                                 |                                                             |                                                             |                                                             |                                                             |                                                             |                                                             |                                                             |
|                                                                               | Niecy Nash                                                  | Glenda Cleveland                                            | Jeffrey Dahmer – Szörnyeteg: A Jeffrey Dahmer-sztori        | Dahmer – Monster: The Jeffrey Dahmer Story                  | Netflix                                                     | [ 55 ]                                                      |                                                             |
| Annaleigh Ashford                                                             | Irene Banerjee                                              | Isten hozott a Chippendalesben                              | Welcome to Chippendales                                     | Hulu                                                        |                                                             | [ 55 ]                                                      |                                                             |
| Juliette Lewis                                                                | Denise Coughlan                                             | Isten hozott a Chippendalesben                              | Welcome to Chippendales                                     | Hulu                                                        |                                                             | [ 55 ]                                                      |                                                             |
| Maria Bello                                                                   | Jordana Forster                                             | Balhé                                                       | Beef                                                        | Netflix                                                     |                                                             | [ 55 ]                                                      |                                                             |
| Claire Danes                                                                  | Rachel Fleishman                                            | Fleishman bajban van                                        | Fleishman Is in Trouble                                     | FX                                                          |                                                             | [ 55 ]                                                      |                                                             |
| Camila Morrone                                                                | Camila Alvarez                                              |                                                             | Daisy Jones and the Six                                     | Prime Video                                                 |                                                             | [ 55 ]                                                      |                                                             |
| Merritt Wever                                                                 | Frankie Pierce                                              | Apró gyönyörű dolgaink                                      | Tiny Beautiful Things                                       | Hulu                                                        |                                                             | [ 55 ]                                                      |                                                             |
| 2024 76. gála                                                                 |                                                             |                                                             |                                                             |                                                             |                                                             |                                                             |                                                             |
|                                                                               | Jessica Gunning                                             | Martha Scott                                                | Szarvasbébi                                                 | Baby Reindeer                                               | Netflix                                                     | [ 56 ]                                                      |                                                             |
| Dakota Fanning                                                                | Marge Sherwood                                              | Ripley                                                      | Ripley                                                      | Netflix                                                     |                                                             | [ 56 ]                                                      |                                                             |
| Lily Gladstone                                                                | Cam Bentland                                                | A híd alatt                                                 | Under the Bridge                                            | Hulu                                                        |                                                             | [ 56 ]                                                      |                                                             |
| Aja Naomi King                                                                | Harriet Sloane                                              | Minden kémia                                                | Lessons in Chemistry                                        | Apple TV+                                                   |                                                             | [ 56 ]                                                      |                                                             |
| Diane Lane                                                                    | Slim Keith                                                  | Viszály                                                     | Feud: Capote vs. The Swans                                  | FX                                                          |                                                             | [ 56 ]                                                      |                                                             |
| Nava Mau                                                                      | Teri                                                        | Szarvasbébi                                                 | Baby Reindeer                                               | Netflix                                                     |                                                             | [ 56 ]                                                      |                                                             |
| Kali Reis                                                                     | Evangeline Navarro nyomozó                                  | True Detective – A törvény nevében                          | True Detective                                              | HBO                                                         |                                                             | [ 56 ]                                                      |                                                             |